# W Lacertae
W Lacertae är en pulserande variabel av Mira Ceti-typ (M) i stjärnbilden Ödlan.
Stjärnan varierar mellan fotografisk magnitud +10,3 och mindre än 15,0 med en period av 328,5 dygn.